# Darakeh
 (décembre 2012).
Si vous disposez d'ouvrages ou d'articles de référence ou si vous connaissez des sites web de qualité traitant du thème abordé ici, merci de compléter l'article en donnant les références utiles à sa vérifiabilité et en les liant à la section « Notes et références ».
Darakeh est un quartier situé au nord de la ville de Téhéran, Iran. Il a une population d'environ 1 000 000 de personnes (en 2005). Il est réputé à Téhéran comme Darband pour ses salons de narguilé.

## Galerie

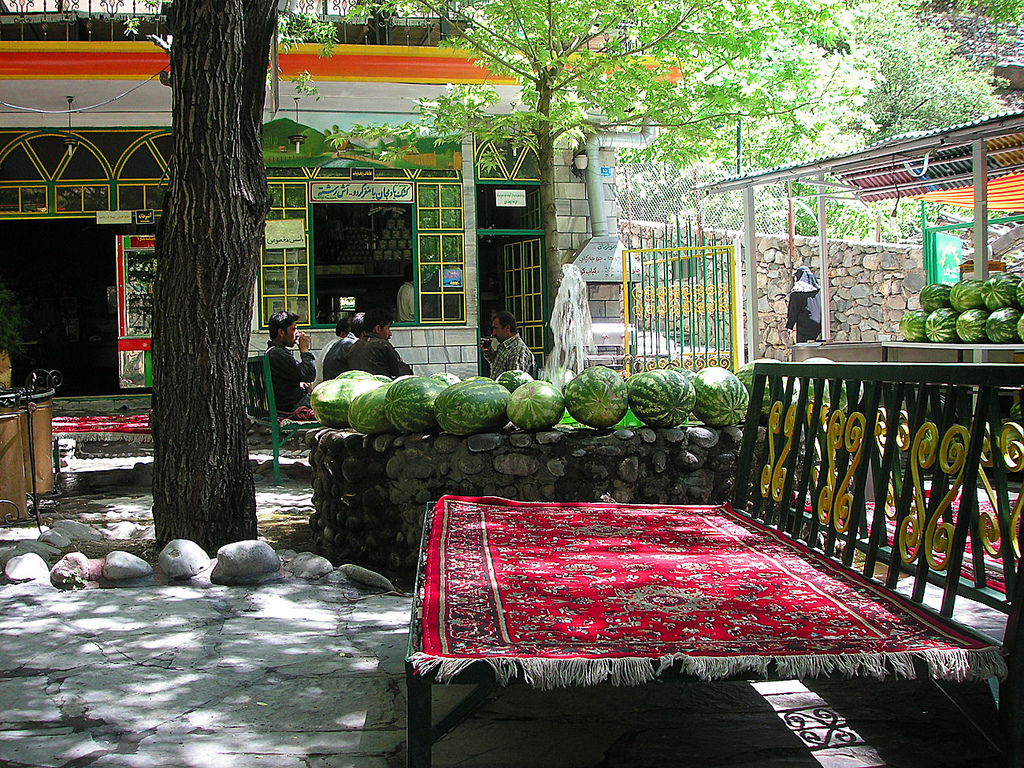
Intérieur d'un restaurant à Darakeh
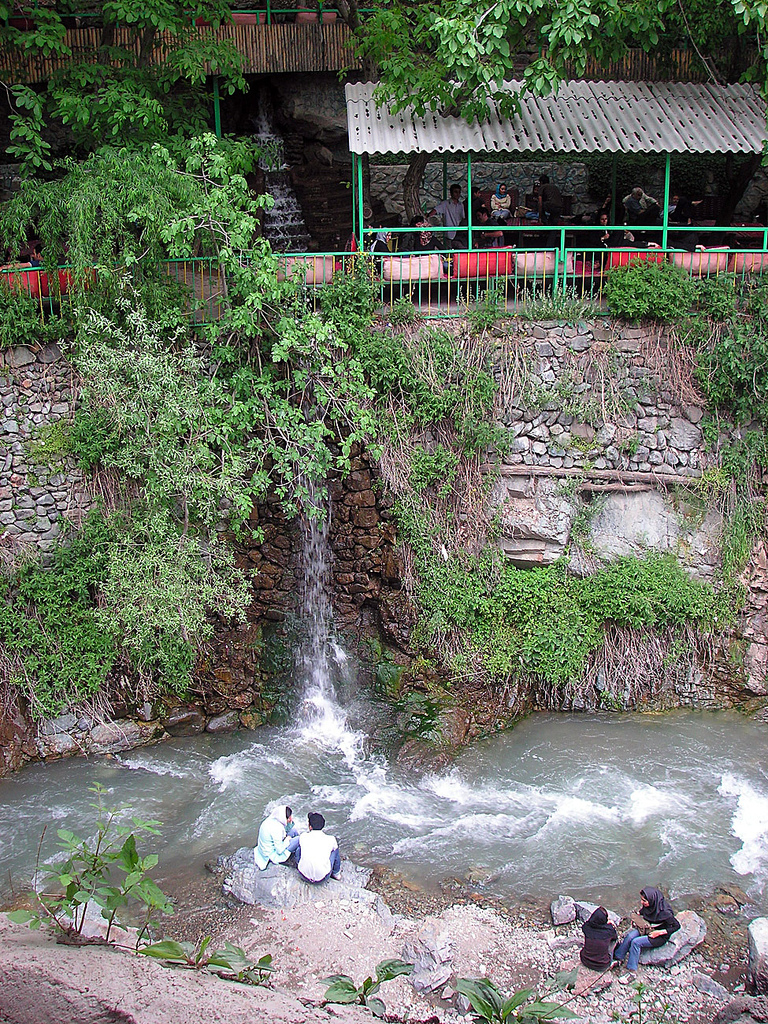
Vue d'un restaurant de Darakeh